# Tell Me 'bout It
"Tell Me 'bout It" é uma canção da cantora inglesa de soul Joss Stone. Foi escolhida para ser o primeiro single de Introducing Joss Stone, terceiro álbum da cantora. Joss Stone, Raphael Saadiq, Robert Ozuna.
Estreou na posição #83 na Billboard Hot 100, sendo sua primeira vez que seu single estreia na Hot 100 e logo saiu da chart, mais fez sucesso mundial moderado, incluindo o Brasil, onde ficou no Top 15.

## Desempenho
| Chart (2009)                 | Melhor posição |
| ---------------------------- | -------------- |
| Austrian Singles Chart       | 60             |
| Belgian Tip Chart (Flanders) | 2              |
| Brasil                       | 13             |
| Belgian Tip Chart (Wallonia) | 17             |
| Dutch Top 40                 | 8              |
| Dutch Mega Top 50            | 1              |
| European Hot 100 Singles     | 46             |
| German Singles Chart         | 64             |
| Greek Singles Chart          | 29             |
| Hungarian Singles Chart      | 10             |
| Italian Singles Chart        | 12             |
| Swiss Singles Chart          | 33             |
| UK Singles Chart             | 28             |
| UK R&B Singles Chart         | 11             |
| U.S. Billboard Hot 100       | 83             |
| U.S. Billboard Pop 100       | 73             |